# Complétion (algèbre)
Pour les articles homonymes, voir Complétion (mathématiques).
 (novembre 2018).
Si vous disposez d'ouvrages ou d'articles de référence ou si vous connaissez des sites web de qualité traitant du thème abordé ici, merci de compléter l'article en donnant les références utiles à sa vérifiabilité et en les liant à la section « Notes et références ».
 (novembre 2018).
Le contenu est difficilement compréhensible vu les erreurs de traduction, qui sont peut-être dues à l'utilisation d'un logiciel de traduction automatique.
En algèbre, une complétion est l'un des foncteurs sur les anneaux et les modules qui produit des anneaux topologiques et modules topologiques complets. La complétion est similaire à la localisation et, ensemble, ce sont des outils de base pour étudier les anneaux commutatifs. Les anneaux commutatifs complets ont une structure plus simple que les anneaux généraux, et on peut y appliquer le lemme de Hensel. En géométrie algébrique, la complétion de l'anneau R des fonctions au voisinage d'un point x d'un espace X donne un voisinage formel du point x : intuitivement, c'est un voisinage tellement petit que toutes les séries de Taylor centrées en ce point convergent. Une complétion algébrique est construite de manière analogue à la complétion d'un espace métrique avec des suites de Cauchy, et coïncide avec elle dans le cas où l'anneau a un métrique donnée par une valeur absolue non archimédéenne.

## Construction générale
On se donne un anneau commutatif A et un A-module E doté d'une suite décroissante de sous-modules (une filtration) :
On va considérer ces sous-modules En comme des voisinages de 0 ; par translation, les ensembles x + En sont des voisinages du point x . On a défini ainsi une topologie sur le module E pour laquelle il n'est pas forcément complet, ni séparé. On définit le séparé complété de E (relatif à cette filtration) comme la limite projective Ê du diagramme suivant :
Une façon d'interpréter cette limite revient à voir E/En comme une approximation de Ê « à En près ». La limite Ê est encore un module sur A et la limite des applications linéaires E → E/En est une application linéaire E → Ê. La topologie de Ê est la limite projective des topologies discrètes des quotients E/En et Ê est séparé et complet pour cette topologie. En effet, l'application E → Ê a pour noyau l'intersection des En, intersection des voisinages de zéro, ce qui fait que la topologie de Ê est séparée.
Cette construction s'applique en particulier aux groupes commutatifs, qui sont des modules sur l'anneau Z des entiers, et aux espaces vectoriels.
Une autre façon de faire consiste à construire des suites de Cauchy (xn), donc vérifiant
et à terminer la complétion comme dans le cas des réels.
Évidemment, pour compléter un anneau filtré A on le considère comme un module sur lui-même.

## La topologie J-adique
Un cas particulier de filtration sur un anneau consiste en les puissances Jn d'un idéal propre J de l'anneau :
La topologie correspondante s'appelle la topologie J-adique ou topologie de Krull. Elle est séparée dans le cas où l'anneau est noethérien intègre, ou local ; c'est une conséquence du lemme de Nakayama.
D'une filtration sur un anneau A par des idéaux Jn on déduit une filtration sur tout A-module E en prenant comme voisinages de zéro les sous-modules JnE. Dans le cas de la topologie J-adique, on obtient :
Lorsque l'anneau A est noethérien et le module E de type fini, l'intersection des JnE est nulle d'après le lemme de Nakayama, ce qui fait que l'application E → Ê, de noyau nul, est injective.

## Exemples
1. L'anneau des entiers p-adiques Zp est obtenu en effectuant la complétion de l'anneau Z des nombres entiers à l'idéal (p).
2. Soit R = K[x1, … ,xn] l'anneau des polynômes à n variables sur un corps K et {\displaystyle {\mathfrak {m}}=(x_{1},\ldots ,x_{n})} l'idéal maximal engendré par les variables. Alors la complétion {\displaystyle {\widehat {R}}_{\mathfrak {m}}} est l'anneau K[[x1, … ,xn]] des séries formelles à n variables sur K.
3. Étant donné un anneau noethérien {\displaystyle R} et un idéal {\displaystyle I=(f_{1},\ldots ,f_{n}),} la complétion I-adique de {\displaystyle R} est l'image d'un anneau de séries formelles, plus précisément, sa surjection
{\displaystyle {\begin{cases}R[[x_{1},\ldots ,x_{n}]]\to {\widehat {R}}_{I}\\x_{i}\mapsto f_{i}\end{cases}}}.
Le noyau est l'idéal {\displaystyle (x_{1}-f_{1},\ldots ,x_{n}-f_{n})}.
Les complétions peuvent également être utilisées pour analyser la structure locale des singularités d'un schéma. Par exemple, les schémas affines associés à {\displaystyle \mathbb {C} [x,y]/(xy)} et la courbe plane nodale cubique {\displaystyle \mathbb {C} [x,y]/(y^{2}-x^{2}(1+x))} des singularités semblables à l'origine lors de l'affichage de leurs graphiques (elles ressemblent à un signe plus). Notez que dans le second cas, tout voisinage de Zariski de l'origine est encore une courbe  irréductible. Si nous utilisons des complétions, alors nous sommes à la recherche d'un voisinage "suffisamment petit" où le nœud a deux composantes. En prenant les localisations de ces anneaux le long de l'idéal {\displaystyle (x,y)} et en complétant donne {\displaystyle \mathbb {C} [[x,y]]/(xy)} et {\displaystyle \mathbb {C} [[x,y]]/((y+u)(y-u))} respectivement, où {\displaystyle u} est la racine carrée formelle de {\displaystyle x^{2}(1+x)} dans {\displaystyle \mathbb {C} [[x,y]]}. Plus explicitement, c'est la série entière :
{\displaystyle u=x{\sqrt {1+x}}=\sum _{n=0}^{\infty }{\frac {(-1)^{n}(2n)!}{(1-2n)(n!)^{2}(4^{n})}}x^{n+1}.}
Puisque les deux anneaux sont donnés par l'intersection de deux idéaux engendrés par un polynôme homogène de degré 1, on peut voir algébriquement que les singularités "se ressemblent". C'est parce qu'un tel schéma est l'union de deux sous-espaces linéaires distincts du plan affine.

## Propriétés
1. La complétion est une opération fonctorielle: une application continue f: R → S des anneaux topologiques donne lieu à une application de leurs complétions,
{\displaystyle {\widehat {f}}:{\widehat {R}}\to {\widehat {S}}.}
De plus, si M et N sont deux modules sur le même anneau topologique R et f: M → N est une, alors f s'étend de manière unique à l'application des complétions:
{\displaystyle {\widehat {f}}:{\widehat {M}}\to {\widehat {N}},} où {\displaystyle {\widehat {M}},{\widehat {N}}} sont des modules sur {\displaystyle {\widehat {R}}.}
2. La complétion d'un anneau noethérien R est un module plat sur R.
3. La complétion d'un module M de type fini sur un anneau noethérien R peut être obtenue par extension des scalaires :
{\displaystyle {\widehat {M}}=M\otimes _{R}{\widehat {R}}.}
D'après la propriété précédente, ceci implique que le foncteur de la complétion sur des R-modules de type fini est exact : il conserve les suites exactes. En particulier, prendre les anneaux quotients commute avec la complétion, ce qui signifie que pour toute R-algèbre quotient R/I, il existe un isomorphisme
{\displaystyle {\widehat {R/I}}\cong {\widehat {R}}/{\widehat {I}}.}
4. Théorème de structure de Cohen (en) (cas équicaractéristique). Soit  R un anneau complet local noethérien commutatif d'idéal maximal {\displaystyle {\mathfrak {m}}} et de corps résiduel K. Si R contient un corps, alors
{\displaystyle R\simeq K[[x_{1},\ldots ,x_{n}]]/I}
pour un certain n et un certain idéal I.